# Vidoll
I Vidoll (ヴィドール?, Vidōru) sono stati un gruppo visual kei giapponese, formatosi ad Ōsaka all'inizio del 2002 e scioltosi ufficialmente il 7 maggio 2011 con il concerto intitolato Kaitai (解体? "smantellamento").

## Concept
Come tipico delle band visual, i Vidoll lavoravano molto sulla teatralità: l'aspetto musicale, scenografico, visivo e drammaturgico collimano per creare un unico spettacolo, una "idea musicale" basata sull'espressione «Occult Romance» (オカルトロマンス?) coniata dal bassista Rame, il leader del gruppo; a questo mood di base il frontman Jui aggiungeva una grande varietà di tematiche trattate nei suoi testi, dalla guerra alla criminalità giovanile, dai suicidi di massa agli abusi sui bambini e fatti di cronaca in generale. I Vidoll si trovavano quindi sempre in bilico fra grande romanticismo, atmosfere dark ed inquietanti e denuncia sociale.

## Nome
Il nome della band, "Vidoll", è un gioco di parole che si presta a molteplici interpretazioni, partendo dal fatto che in giapponese i fonemi "B" e "V" sono equivalenti (quindi la band, per un giapponese, si chiama indifferentemente "Vidoll" come pure "Bidoll"). L'editoriale che il gruppo scriveva ogni mese sulla rivista Shoxx si intitolava ヴィドールの美微doll, dove il kanji 美 (?, Bi, Bello) è sbarrato e sostituito con l'omofono 微 (?, Bi, Minuto, fragile, inutile); la parola "doll" (in inglese "bambola") viene usata in giapponese per indicare sia le bambole da gioco sia le marionette teatrali, poiché questa ambiguità si ritrova nel corrispettivo giapponese 人形 (?, Ningyō): il titolo, univocamente intraducibile in italiano, va quindi interpretato come "La bellissima inutile bambola/marionetta dei Vidoll".
Il nome stesso della band, quindi, può essere alternativamente ed arbitrariamente interpretato sia come "Bellissima bambola" (美人形) sia come "Insignificante fantoccio" (微人形), essendo omonimi: questo dualismo, dove la bellezza dei sentimenti si contrappone allo squallore della realtà, si riflette anche nei testi delle canzoni e nei titoli degli album e dei tour.

## Storia

### Gli inizi
Il produttore KISAKI, fra i personaggi più significativi del visual kei, è noto per la sua attività di talent scout: durante il periodo 1997~2002 ha diretto l'etichetta discografica Matina produttrice di molte band seminali come gli Eze:quL, non particolarmente longevi e prolifici, ma noti per essere il punto di partenza di due importanti musicisti, il bassista Rame ed il batterista Mikage. Scioltisi gli Eze:quL, Rame (che aveva avuto anche precedenti come chitarrista) decide di portare avanti un nuovo progetto musicale ed il 2 febbraio 2002 fonda i Vidoll. Il primo nucleo è composto da Rame con il batterista e pianista Tero (il suo nome deriva dalla parola inglese terrorist), il cantante Jui ed il chitarrista Ayano. Entro la fine dell'anno si unisce alla band anche il secondo chitarrista Yukine ed i Vidoll firmano un contratto con la Matina: la prima opera per la label è una coppia di EP pubblicati il 21 luglio 2002 ed intitolati Face↑Pisaroto e Face↓Mayura, già rivelatori dello spirito del gruppo improntato ad un gusto musicale centrato sull'hard rock, ma caleidoscopico per ritmi, influenze ed arrangiamenti. Entro la fine dell'anno i Vidoll partecipano a tre compilation di giovani band visual, ed il 25 dicembre pubblicano un singolo intitolato Occult Proposal, inaugurando una serie di tre uscite discografiche natalizie.

### Il periodo UNDER CODE PRODUCTION
Dopo la pubblicazione di Occul Proposal e cinque anni di intensa attività, KISAKI chiuse l'etichetta Matina per aprire nel marzo del 2003 la UNDER CODE PRODUCTION: mentre la prima label produceva in maniera sperimentale una enorme quantità di band, la stragrande maggioranza delle quali non sopravviveva a lungo e pubblicava solo qualche singolo, la UNDER CODE PRODUCTION si proponeva di concentrarsi su un numero contenuto di artisti a cui dedicare maggiore cura. Per questa nuova etichetta i Vidoll pubblicano la maggior parte delle loro opere: un album, cinque EP, sedici singoli e quindici DVD fra raccolte di videoclip e live, oltre ad una quantità ancor maggiore di materiale vario come singoli promozionali, CD allegati a riviste, compilation, split album ed altro ancora. Sempre nel 2003, inoltre, i Vidoll eseguono i loro primi concerti come artisti singoli ed intraprendono il primo tour nazionale. Dopo tre singoli (due dei quali verranno poi raccolti nell'EP if... (Yakubutsu ranyō bokumetsu campaign)), però, il 30 agosto Ayano lascia la band per divergenze artistiche, e viene sostituito a partire dal 7 settembre da Hide, che accompagnerà il secondo chitarrista Yukine per circa due anni, in un periodo estremamente fecondo. Dopo il secondo singolo natalizio Hitokiri no Kuri××su, il 10 marzo 2004 viene venduto solo via ordine postale il singolo Wagahai wa, korosuke nari... in numero limitato di 10 000 copie: dato il grande successo riscontrato, pur nonostante nei testi scritti da Jui si affrontino temi estremamente tetri o non convenzionali (come la morbosità della stampa per i casi di cronaca nera), viene stampata una seconda edizione con un brano in più. Forti di un'immagine spiazzante e di una mirabile tecnica musicale (dimostrata soprattutto dai complessi arrangiamenti del bassista Rame), i Vidoll assurgono rapidamente a fama internazionale ed il 28 aprile pubblicano la raccolta Bijinkei in esclusiva per la casa editrice francese Mabell. L'11 settembre concludono il tour con l'evento Ningyō enzetsu presso la famosa sala da concerti LIQUIDROOM di Ebisu a Tokyo (poi pubblicato in un DVD live), e per l'occasione presentano in anteprima un'edizione speciale con cover nera del loro successivo EP, l'emblematico Romanesque Gothic, summa del loro linguaggio musicale; meno di tre settimane dopo l'EP esce nei negozi insieme ad una nuova versione di Wagahai wa, korosuke nari.., ed il 25 dicembre pubblicano Hiiragi no sō, chiudendo con questo terzo titolo la tradizione dei singoli natalizi.
Il 1º gennaio 2005 i Vidoll aprono il loro fan club ufficiale Ningyō kan (人形館? "Casa di bambola") e per festeggiare l'evento organizzano un mini tour di otto date aperto ai soli iscritti. I primi sei mesi dell'anno sono estremamente intensi: i Vidoll sono continuamente in tour e nelle date del 22 e 26 aprile, rispettivamente ad Ōsaka e Tokyo, vendono due versioni diverse del nuovo singolo Remind Story; inoltre, partecipano a varie compilation, a marzo esce il DVD Mijin kakumei ~Saishū yokokubi 1229~ contenente un intenso concerto di tre ore, ed a giugno pubblicano l'EP Mukashi natsukashi sōshūhen + Omake tsuki in 10 000 copie. Il concerto del 26 aprile, poi raccolto nel DVD Daini me zenkoku ningyōgeki -Rurō- FINAL「Rōman kokuhaku」2005.4.26 Nihon seinenkan, segna la fine della collaborazione dei due chitarristi Hide e Yukine con i Vidoll: come spiegato in due messaggi di congedo sul sito web della band, il primo lascia perché i ritmi estenuanti dei concerti e del lavoro in studio stavano minando la sua salute, mentre il secondo non dà alcun motivo esatto adducendo motivazioni personali; l'addio ai fan viene dato il 26 giugno con il concerto Tōmei hanzai riservato ai soli iscritti del fan club, poi registrato in un doppio DVD anch'esso riservato ai soli iscritti. La band comunque non si scioglie ed i tre componenti rimanenti cercano due nuovi chitarristi: la ricerca è molto veloce e già il 13 luglio, con un concerto, vengono presentati ai fan i due nuovi membri Shun e Giru, entrambi con diverse esperienze alle spalle. Il sound dei nuovi Vidoll è molto più forte e tendente all'hard rock, con arrangiamenti ancora più complessi e stratificati e testi sempre dedicati a temi inusuali, ed in poco più di un anno da settembre del 2005 fino al novembre 2006 vengono pubblicati cinque singoli, un EP, un album ed un DVD live a testimonianza del fervente momento creativo. La band ha ormai raggiunto un certo status di notorietà nell'ambito del visual ed è pronta per affrontare un impegno discografico maggiore: dopo cinque anni dal primo contratto con la Matina di KISAKI, i Vidoll lasciano (o meglio, "si diplomano") dalla UNDER CODE PRODUCTION con il best Proposal ~Sotsugyō kokuhaku~ e nel 2007 firmano un contratto con l'etichetta major Sword Records.

## Formazione
- Jui (ジュイ?)[11], 30/06/?, sangue di gruppo 0 - voce
- Shun (シュン?), 15/02/?, sangue di gruppo AB - chitarra (dal 13/07/2005)
- Giru (ギル?), 21/08/?, sangue di gruppo A - chitarra (dal 13/07/2005)
- Rame (ラメ?), 11/06/?, sangue di gruppo A - basso
- Tero (テロ?), 08/09/?, sangue di gruppo B - batteria, pianoforte

### Ex componenti
- Ayano (アヤノ?), 20/08/?, sangue di gruppo B - chitarra (2002~30/08/2003)
- Hide (ヒデ?), 16/05/?, sangue di gruppo A - chitarra (07/09/2003~26/06/2005)
- Yukine (ユキネ?), 27/03/?, sangue di gruppo 0 - chitarra (2002~26/06/2005)

### Cronologia
- Jui: De-vine → Rasa → Raisonne → Luinspear → Julurito → Vidoll, KISAKI PROJECT[12] → carriera solista[13], GOTCHAROCKA
- Shun: Chocolat☆ → CalorZe → gossip → Vidoll
- Giru: Shinma → Lilith → Vidoll → Angelo
- Rame: Radifia[14] →Eze:quL → Vidoll → Black Gene For the Next Scene
- Tero: Vidoll → †яi¢к
  - Ayano: Lacroa → Miserable → Vidoll → Gimmick → ha abbandonato la carriera musicale
  - Hide: ILLUSIA → After effect → Vanilla → Vidoll → ha abbandonato la carriera musicale
  - Yukine: Button → Kar'MariA (roadie) → Vidoll → ?

## Discografia
La discografia dei Vidoll è particolarmente estesa, complessa ed articolata, anche in confronto agli anni di attività. In nove anni di carriera la band ha firmato contratti con quattro etichette discografiche distinte per le quali, oltre ad album e singoli, ha prodotto moltissimi dischi promozionali, collaborazioni con altri artisti, singoli distribuiti durante i concerti, bootleg, making of, raccolte, partecipazioni a compilation, live e, in generale, molteplici edizioni e versioni diverse di ogni singolo prodotto.
In questa discografia sono stati esclusi i materiali disponibili solo per i membri del Ningyō kan (人形館? "Casa di bambola"), il fan club ufficiale della band (making-of dei videoclip, live e bootleg esclusivi, eccetera), poiché si tratta di una quantità di materiale enorme e difficilmente catalogabile. Per ogni opera viene indicata la data d'uscita della prima edizione e, ove necessario, una descrizione tipologica fra parentesi "()" ed alcune note dopo il punto e virgola ";". Per una versione più esaustiva della discografia si rimanda alle fonti citate nei collegamenti esterni.
Sono segnati con M i dischi editi dall'etichetta discografica Matina (periodo: 2002), con U quelli UNDER CODE PRODUCTION (2003~2007), con S quelli Sword Records (2007~2008) e con C quelli Nippon Crown (2009~2011). Oltre a queste quattro case di produzione, i Vidoll si sono affidati anche ad altre label per la distribuzione dei loro dischi, spesso per periodi frammentari e difficilmente ricostruibili, che non sono segnalati in questa lista.

### Album

#### Album originali
- U • 22/11/2006 - V.I.D ~Very Important Doll~
- S • 21/11/2007 - Bastard
- C • 25/03/2009 - Esoteric Romance
- C • 20/01/2010 - Monad

#### Mini-album
- M • 21/07/2002 - Face↑Pisaroto (フェイス↑ピサロト?, Feisu↑Pisaroto)
- M • 21/07/2002 - Face↓Mayura (フェイス↓マユラ?, Feisu↓Mayura)
- U • 29/04/2003 - if... (Yakubutsu ranyō bokumetsu campaign) (if...（薬物乱用撲滅キャンペーン）?, if...Yakubutsu ranyō bokumetsu kyanpēn)
- U • 29/09/2004 - Romanesque Gothic
- U • 12/12/2004 - Mukashi natsukashi ningyōshu ~Sono ichi~ (昔壊カシ人形集～其ノ壱～?, Mukashi natsukashi ningyōshu ~Sono ichi~)
- U • 12/12/2004 - Mukashi natsukashi ningyōshu ~Sono ni~ (昔壊カシ人形集～其ノ弐～?, Mukashi natsukashi ningyōshu ~Sono ni~)
- U • 01/01/2006 - Deathmate

### Raccolte
- U • 28/04/2004 - Bijinkei (美人形?, Bijinkei) (best of); compilation prodotta per il mercato europeo
- U • 08/06/2005 - Mukashi natsukashi sōshūhen + Omake tsuki (昔懐カシ総集編＋オマケつき?, Mukashi natsukashi sōshūhen + Omake tsuki); raccolta in un unico disco dei due precedenti mini-album Mukashi natsukashi ningyōshu
- U • 28/02/2007 - Proposal ~Sotsugyō kokuhaku~ (Proposal～卒業告白～?, Proposal ~Sotsugyō kokuhaku~) (best of); compilation pubblicata in occasione della chiusura del contratto con la label UNDER CODE PRODUCTION
- C • 19/01/2011 - BEST (BEST?) (best of)

### Singoli
- M • 25/12/2002 - Occult Proposal; primo di tre singoli pubblicati il giorno di Natale
- U • 14/03/2003 - if... Levotomin (Y LV25 25) 475 mg (if...レポトミン(Y LV25 25)475mg?, if... Rebotomin (Y LV25 25) 475 mg); primo di due singoli pubblicati il White Day
- U • 14/03/2003 - if... Torikabuto (Shikibetsu code nashi) 120 mg (if...トリカブト(識別コード無シ)120mg?, if... Torikabuto (Shikibetsu Coodo nashi) 120 mg); secondo di due singoli pubblicati il White Day
- U • 21/07/2003 - 「Genjō teki ni kiken na Title no tame ima wa dekimasen...」 (「現状的に危険なタイトルの為今は公表できません...」?, 「Genjō teki ni kiken na Taitoru no tame ima wa dekimasen...」)
- U • 19-25/12/2003 - Boku, shimobe. (僕、僕。?); distribuito a due concerti in due versioni con copertine diverse
- U • 25/12/2003 - Hitokiri no Kuri××su (一人斬りのクリ××ス?); secondo di tre singoli pubblicati il giorno di Natale
- U • 10/03/2004 - Wagahai wa, korosuke nari... (我輩ハ、殺女成リ…?)
- U • 19/03/2004 - Gizagiza heart no komoriuta (ギザギザハートの子守唄?, Gizagiza hāto no komoriuta); distribuito ad un concerto
- U • 19/03/2004 - Kichigai TV (人間界TV?); distribuito ad un concerto
- U • 30/06/2004 - Ningyo (人魚?)
- U • 25/12/2004 - Hiiragi no sō (柊ノ葬?); terzo di tre singoli pubblicati il giorno di Natale
- U • 22-26/04/2005 - Remind Story (リマインドストーリー?, Rimaindo Sutoorii); distribuito a due concerti in due versioni con copertine diverse e DVD allegato
- U • 28/09/2005 - Shutdown
- U • 26/10/2005 - Chocoripeyes
- U • 24/05/2006 - SinAI ~Migite no cutter to hidarite no drug to kusuriyubi no fukai ai to~
- U • 02/08/2006 - Nectar
- U • 29/08/2006 - Jū nen go no kyō koko de... (十年後の今日此処で...?); distribuito ad un concerto
- S • 13/06/2007 - Innocent Teens (INNOCENT TEENS?)
- S • 18/07/2007 - CLOUD (CLOUD?)
- S • 02/07/2008 - Blue star (Blue star?); due versioni, di cui una in edizione limitata con DVD, con copertine e tracklist diverse
- S • 06/07/2008 - Togaru ai (尖る愛?); distribuito ad un concerto
- S • 10/12/2008 - Maimu (舞夢〜マイム〜?); tre versioni, di cui una in edizione limitata con DVD, con copertine e tracklist diverse
- C • 18/02/2009 - Puzzle ring (Puzzle ring?); due versioni, di cui una in edizione limitata con DVD, con copertine e tracklist diverse
- C • 08/07/2009 - Focus (Focus?); due versioni, di cui una in edizione limitata con DVD, con copertine e tracklist diverse
- C • 02/12/2009 - EVE (EVE?); tre versioni, di cui due in edizione limitata con DVD e con libretto fotografico, con copertine e tracklist diverse
- C • 15/09/2010 - Crescent gazer (Crescent gazer?); due versioni, di cui una in edizione limitata con DVD, con copertine e tracklist diverse

### Videografia
Dove non indicato diversamente, tutti i titoli sono DVD con registrazioni di concerti dal vivo.
- U • 30/05/2003 - Doll mansion 209 gōshitsu (ドールマンション209号室?, Dōru manshon 209 gōshitsu) (raccolta di videoclip); contiene la registrazione di un brano live
- U • 26/07/2003 - Heiwa no utai ~Yōkoso ningyō kan he!~ (平和ノ謡〜ヨウコソ人形館ヘ！〜?); VHS
- U • 01/10/2003 - Shigatsu nijūroku nichi, hatsutaiken... (四月ニ十六日、初体験...?)
- U • 13/11/2003 - Tsubushi ai jū ban shōbu (潰し合い十番勝負?); VHS
- U • 27/06/2004 - Black Fairy (ぶらっく・ふぇありー?, Burakku Fearii); VHS
- U • 30/06/2004 - Gyaku - Tsutsumotase (逆・美人局?)
- U • 11/09/2004 - 2004.9.11 LIQUIDROOM ebisu (2004.9.11 LIQUIDROOM ebisu?); VHS
- U • 17/11/2004 - Ningyō enzetsu -2004.9.11 LIQUID ROOM ebisu- (人形演説 -2004.9.11 LIQUID ROOM ebisu-?)
- U • 15/12/2004 - Ningyōkai PV (人形界PV?) (raccolta di videoclip)
- U • 16/03/2005 - Mijin kakumei ~Saishū yokokubi 1229~ (微塵革命 〜最終革命予告日1229〜?)
- U • 01/05/2005 - H×M×-CRASH-TRAP@ (H×M×-CRASH-TRAP@?); contiene il videoclip di HOMO-CRASH-TRAP@, auto-parodia della canzone peko-crash-trap@
- U • 13/07/2005 - Daini me zenkoku ningyōgeki -Rurō- FINAL「Rōman kokuhaku」2005.4.26 Nihon seinenkan (第二巡全国人形劇-流浪-FINAL「浪漫告白」2005.4.26日本青年舘?)
- U • 22/11/2006 - 3 °C Storm TV -Suna arashi hōsō- ~2006.8.29 SHIBUYA-AX~ (3℃Storm TV-砂嵐放送-〜2006.8.29 SHIBUYA-AX〜?)
- U • 28/02/2007 - V.I.D seat for "Lastlovers" 2006.12.29 Shibuya Kokaido (V.I.D seat for "Lastlovers" 2006.12.29 渋谷公会堂?)
- U • 28/02/2007 - Flashback (Flashback?) (raccolta di videoclip)
- S • 05/03/2008 - ~The game of buster~ 2007.12.02 C.C.Lemon HALL (〜The game of buster〜 2007.12.02 C.C.Lemon HALL?)
- S • 10/12/2008 - Relieve your "Blue scar" 2008.8.21 SHIBUYA-AX (Relieve your "Blue scar" 2008.8.21 SHIBUYA-AX?)
- S • 16/02/2009 - Last Live Indies One Man Live Tōkyō maimu 2008.12.19 C.C.Lemon Hall (ラストインディーズ ワンマンライヴ 東京舞夢 2008.12.19 C.C.Lemon Hall?)

### Altro
- U • 26/04/2003 - Kana na no chikai mimi (華ナ名ノ誓イ身診?); CD distribuito ad un concerto con un messaggio per i fan ed un medley live
- U • 10/08/2003 - Ishoku dōmei (異色同盟?); split album realizzato in collaborazione coi Kalimero
- U • 29/03/2004 - Boku, white day mo hitorikiri (僕、ホワイトデーも一人斬り?, Boku, Howaito Dee mo hitorikiri); CD allegato alla rivista FOOL'S MATE
- U • 26/04/2004 - Kana na no chikai mimi (華ナ名ノ誓イ身診?); CD distribuito ad un concerto con un messaggio per i fan ed un medley live
- U • 29/12/2004 - HOMO CRASH @ (HOMO CRASH @?); singolo distribuito ad un concerto in due versioni contenente HOMO-CRASH-TRAP@, auto-parodia della canzone peko-crash-trap@